# 拾丸山
24°18′49″N 121°03′41″E / 24.313692°N 121.06146°E
拾丸山，又稱匹亞桑山，海拔2904.555公尺，位處臺中市和平區梨山里與苗栗縣泰安鄉梅園村縣巿界上，屬雪山山脈南段。座標為：24.313692, 121.06146。山頂有顆3等三角點6608號花崗石基石。一般是由大雪山國家森林遊樂區大雪山林道50K的小雪山旅遊資訊站起登，經天池西側林道，往小雪山方向。